# 윌리엄 솨러트

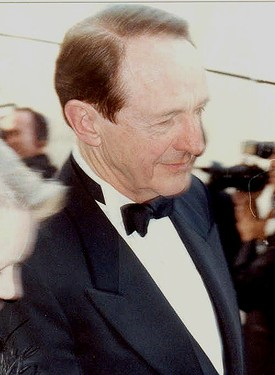

윌리엄 섈러트(William Schallert, 영어 발음: /ˈʃælərt/, 1922년 7월 6일 ~ 2016년 5월 8일)는 미국의 배우, 노동운동가이다.
로스앤젤레스에서 태어났으며 퍼시픽팰리세이즈에서 사망하였다. 사인은 근위축성 측색 경화증이다.

## 출연 작품
- 백 오브 본즈 (2011년)
- 그린 랜턴: 퍼스트 플라이트 (2009년)
- 세컨드 시빌 워 (1997년)
- 하비 (1996년)
- 로큰롤 타운 (1994년)
- 램버트 부인의 사랑 (1991년)
- 하우스 파티 2 (1991년)
- 베이루트 SOS (1991년)
- 코치 (1989년)
- 이너스페이스 (1987년)
- 인플루언스 (1986년)
- 끝없는 사랑 (1984년)
- 그렘린 (1984년)
- 이츠 어 굿 라이프 (1983년)
- 환상 특급 (1983년)
- 아이크 (1979년)
- 작은 아씨들 (1978년)
- 테일 거너 조 (1977년)
- 용감한 형제 (1977년)
- 세계에서 가장 힘센 남자 (1975년)
- 돌파구 (1973년)
- 콜로서스 (1970년)
- 샘 위스키 (1969년) - 미스터 퍼킨스 역
- 테니스 신발을 신은 컴퓨터 (1969년)
- 윌 페니 (1968년)
- 스피드웨이 (1968년)
- OK 목장의 결투 2 (1967년)
- 밤의 열기 속에서  (1967년)
- 겟 스마트 (1965년)
- 서부를 향해 달려라 (1965년)
- 로니 브레이브 (1962년)
- 도비 길리스 (1959년)
- 필로우 토크 (1959년)
- 빛바랜 천사 (1958년)
- 살인 운석의 침공 (1957년)
- 놀랍도록 줄어든 사나이 (1957년)
- 론 레인저 (1956년)
- 우정어린 설득 (1956년)
- 여자 보안관 로즈 (1956년)
- 바람에 쓴 편지 (1956년)
- 딜론 보안관 (1955년)
- 애너폴리스 스토리 (1955년)
- 디즈니랜드 (1954년)
- 클라이막스! (1954년)
- 라이오트 인 셀 블락 11 (1954년)
- 뎀 (1954년)
- 비상착륙 (1954년)
- 코만도 코디 (1953년)
- 플랫 톱 (1952년)
- 사랑은 비를 타고 (1952년)
- 미지의 혹성에서 온 사나이 (1951년)
- 전사의 용기 (1951년)

### 텔레비전
- 도비 길리스
- 하와이 5-0수사대 (1968년)
- 아이언 사이드 (1967년)
- 선셋 77번가 (1958년)
- FBI (1965년)
- 서부의 파라딘 (1957년)
- 페리 메이슨 (1957년)
- 월튼네 사람들 (1972년)
- 남과 북 2 (1986년)
- 트루 블러드 (2008년)
- 전쟁과 추억 (1988년)